# Lee Jeong-geun (ur. 1989)
Lee Jeong-geun (ur. 26 sierpnia 1989) – południowokoreański zapaśnik w stylu klasycznym. Zajął 22 miejsce na mistrzostwach świata w 2015. Brązowy medalista igrzysk wojskowych w 2015. Trzeci w mistrzostwach Azji juniorów w 2007 roku.